# Perfect Dark (software)
Perfect Dark (Giapponese: パーフェクトダーク) è un software giapponese per la condivisione di file in peer-to-peer anonima. È stato sviluppato con l'intenzione di essere il successore di Winny e Share.
Oltre a consentire la condivisione peer-to-peer dei file, consente anche in modo anonimo di utilizzare forum (schede di messaggi) e ha un gadget per la funzione di scorrimento del flusso di testo corto.
Il suo autore è noto sotto lo pseudonimo Kaichō (会長), il quale è anonimo e molto probabilmente giapponese.
Mentre l'organizzazione giapponese Association of Copyright for Computer Software ha riferito che nel gennaio 2014 il numero di nodi connessi su Perfect Dark (24000) era inferiore a Share (44000) ma superiore a Winny (12000), Netagent nel 2018 ha riportato che Winny possedeva 50.000 nodi, seguito da Perfect Dark con 30.000 nodi e da Share con 10000. NetAgent afferma che il numero di nodi su Perfect Dark è diminuito dal 2015 mentre il numero di Winny è costante. NetAgent riporta che gli utenti di Perfect Dark sono più propensi a condividere libri o manga.

## Caratteristiche

### DKT + DHT + DU
Queste tre parti compongono l'intera rete:
- "DKT" significa "Distributed Keyword Table"
- "DHT" per le Tabella di hash distribuita
- "DU" per "Distributed Unity" (Unità è il nome della rete di Perfect Dark).

"DKT" è utilizzato principalmente per consentire una ricerca di file efficace mentre "DHT" e "DU" sono utilizzati per la condivisione di file efficaci e migliorare l'anonimato.
Il software utilizza una variante di  ECC su categorizzazione I dati transitori tra gli utenti.

### Bandwidth richiesti
Perfect Dark ha requisiti più elevati in larghezza di banda e spazio di archiviazione rispetto ai suoi predecessori Winny e Share. La velocità minima di upload è 100 kb/s.

### Spazio su disco richiesto
Il software richiede di condividere almeno 40 GB di spazio su disco rigido, per la necessità della cartella della cache "Unity" (Un enorme "Tabella hash distribuita" utilizzata come "File system distribuito" ).

### File system
Perfect Dark richiede file system NTFS e non FAT32, poiché FAT32 è limitato a una dimensione del file di 4GB, mentre Perfect Dark può scaricare da file con dimensioni a 32GB.

### Elenco dei nodi
L'unità è basata su qualsiasi Central Server, se un nuovo client scuro perfetto desidera connettersi ad esso, deve conoscere l'indirizzo di un altro nodo per essere in grado di connettersi (copiando / incolla dall'indirizzo) per scaricare automaticamente da questa prima coppia un elenco di altri colleghi. Ecco perché ci sono alcuni siti Web che pubblicano elenchi di nodi Perfect Dark.

### Ricerca dei file
Il concetto di "tree search" porta una forte funzionalità di ricerca dei file. Inoltre, l'uso flessibile degli operatori booleani aiuta l'utente a filtrare i risultati indesiderati.

### Flusso di testo
Perfect Dark include una funzione originale denominata "flusso di testo": una finestra in cui hanno luogo le linee scritte degli utenti. Ogni utente può scrivere un (solo) breve messaggio (poche righe e colonne) e verrà visualizzato ad altri peer utilizzando la funzione "flusso di testo".

### Aggiornamento automatico
Il software Perfect Dark si aggiorna automaticamente tramite la propria rete (dall'uscita della versione 1.02 nel 2008 sotto il nome del codice "Ghost in the Shell: Stand Alone Complex" e seguente).

### Forum
Perfect Dark include una funzione rudimentale dei forum anonimi. Questi forum sono distribuiti attraverso la rete di unità. Per ottenere forum, devono essere cercati con la funzione di ricerca dei file, con (ad esempio) la parola chiave giapponese: ボ ー ド (Forum).